# Bandera d'Antigua i Barbuda

La bandera d'Antigua i Barbuda va ser adoptada el 27 de febrer de 1967 i fou dissenyada per un mestre d'escola anomenat Reginald Samuels. El sol simbolitza el naixement d'una nova era. Els colors tenen diferents significats, el negre és per l'origen africà de la gent, el blau per a l'esperança, el vermell per a l'energia. Els successius colors de groc, blau i blanc (de la caiguda del sol) representa el mar i la platja donant un color creatiu a la bandera.

Mides i disseny.

## Banderes històriques

Antigua i Barbuda (1956–1962)
Antigua i Barbuda (1962–1967)